# Histoire du textile en Mayenne
Cet article présente les faits saillants de l'histoire du textile dans le département de la Mayenne en France.

## Origine
Dès la période gallo-romaine, on utilisait le lin et le chanvre. Et c'est à partir du XIIe siècle que l'on s'est mis à l'exploiter dans le secteur du textile en Mayenne.  L'activité est devenue la principale source de revenus de Laval et de la Mayenne. À tel point qu'au XVIe siècle, le comte de Laval, Guy XIX de Laval, a conféré le monopole de la production, de la vente et de l'exportation du textile aux Lavallois. La Révolution française et l'Empire porteront un coup fatal à cette réussite.

En Mayenne, où la terre est plutôt ingrate, l’industrie ou, comme on la nomme à l’époque, la fabrique, fournit un indispensable salaire ou complément de salaire, auxquels peuvent contribuer tous les membres d’une même famille. L’Annuaire de la Mayenne de 1803, insiste sur la spécificité du département, où l’habitant des villes, comme celui des campagnes, se livre au commerce, fabrique, vend ou achète des fils et des toiles, [et] où ce dernier est souvent, et en même temps, cultivateur, fabricant et négociant.
La main-d’œuvre est particulièrement compétente et coûte deux fois moins cher qu’à Paris. En Mayenne, tisser est une seconde nature : Tous les laboureurs des campagnes sont momentanément des fabricants et des tisserands dans les mauvaises saisons de l’année ou dans les temps où l’agriculture ne les occupe pas ; ils prennent la navette […]. Le même ouvrier sert à faire de la toile, de la siamoise, des mouchoirs et tous les tisserands eux-mêmes qui travaillent au compte du fabricant sont obligés de connaître les procédés de ces trois variétés de la fabrique..
Les députés Bouvet et Cocard, envoyés à la fête du 1er vendémiaire an IX, adressaient au premier Consul un rapport sur la situation politique de la Mayenne, où ils disaient déjà : « Ce département a eu, pour presque unique ressource, la fabrication de la toile, la filature, et c'était le seul moyen de faire subsister une population nombreuse sur un sol aussi stérile.

## Situation en 1811
Le 30 juin 1811, Jean-Pierre de Montalivet envoyait à tous les préfets de l'Empire une circulaire dans laquelle il leur posait une série de questions pour obtenir d'eux des 
renseignements exacts et détaillés sur le degré d'extension qu'avait pris la culture du lin et du chanvre dans chaque département. À l'époque, cette culture périclitait depuis 25 ans en Mayenne. Le préfet Harmand se mit cependant en devoir de répondre au questionnaire et, comme dans ses bureaux personne ne pouvait le faire avec une égale compétence, il s'adressa à son ancien secrétaire général Michel-René Maupetit, qui siégeait alors au Corps législatif.

## LeXIXesiècle
Petit à petit, le textile s'enfonce dans la crise économique. La culture du lin a été progressivement abandonnée, au profit du coton importé. Des filatures ont été créées, bien sûr, comme les Toiles de Mayenne, à Fontaine-Daniel en 1806, ou la filature de Bootz, Duhomme qui deviendra Coulange à Mayenne, à Laval en 1826 en aux Textiles du Vermandois, elle fermera ses portes en 1977, mais cela n'empêche pas le déclin. 
La Révolution industrielle, avec la mécanisation des métiers à tisser, ainsi que le traité de commerce signé en 1860 marque la baisse d'activité des industries textiles et le déclin de cette activité en Mayenne.
À la fin du XIXe siècle, l'industrie mayennaise a trouvé sa voie dans la fabrication de coutil, une sorte de toile lisse, croisée et serrée, pour les vêtements. En 1896, l'usine de la Tisonnière s'installe à Laval et produit. Parmi les activités : la teinture, le tissage, le blanchiment. Les techniques et les produits évoluent. Entre 1920 et 1928, l'usine est entièrement modernisée. Il ne restera plus rien des anciennes fabrications. La Tisonnière devient la Société des coutils de Laval et Mayenne.

## XXesiècle
Au cours de la première moitié du XXe siècle, la Mayenne a ainsi perdu 40 % de ses emplois dans l'industrie. En 1995, le secteur du textile et de l'habillement pesait 6 000 emplois. À Fontaine-Daniel, en 1980, on comptait 350 salariés. Ils sont 150 en 2005. En septembre 2004, les Ateliers du Plessis, fabricant de prêt-à-porter féminin implanté à Fougerolles-du-Plessis, ont fermé leurs portes. Même cas de figure pour la Confections Coulange, à Mayenne en décembre 2004. En 2005, Les Coutils de Laval étaient les derniers à fabriquer des toiles à matelas, cette entreprise a cessé de produire à Laval en décembre 2005.

## La disparition
La mondialisation a raison d'un secteur autrefois florissant (concurrence venue de Chine, de Turquie, d'Espagne. Des pays à la main-d'œuvre bon marché, où les entreprises délocalisent désormais leurs sites de production). En 2005, le secteur du textile et de l'habillement pesait 1 500 emplois. Certains tentent de résister, comme Styl'Couture, à Saint-Berthevin, qui a recentré ses activités sur le moyen et le haut de gamme. Comme Fonlupt, basé à Ballots, qui a choisi de se spécialiser dans la fabrication de chemisiers, robes et autres pièces en flou (soie, mousseline, organdi) pour de grands créateurs. À Laval, il ne reste plus que Tissus d'Avesnières, spécialisés dans l'impression et la teinture de tissus d'ameublement, et TDV Industries, fabricant de tissus pour vêtements professionnels.
BIBLIOGRAPHIE
Christian Ferault, Lignières, le lin et l'industrie textile dans le Bas-Maine. Quelques regards. Avril 2020, 5p., lignieres-orgeres.fr